# 小行星7797
小行星7797（英語：7797 Morita）是一颗围绕太阳公转的小行星。1996年1月26日，小林隆男在大泉町发现了此天体。
这颗小行星的绝对星等为201.8355629530114等。